# Noodwetgeving
Noodwetgeving omvat de wetten en regels die in een land betrekking hebben op noodsituaties.
Enerzijds gaat het om noodwetgeving die kant-en-klaar is, klaar om in bijzondere situaties van kracht te worden.
Anderzijds ad-hocnoodwetgeving in de vorm van besluitwetten (België) of noodverordeningen (Nederland).

## In Nederland
De uitzonderingstoestand is in Nederland geregeld in artikel 103 van de Grondwet. Deze treedt in werking bij Koninklijk Besluit en wordt zo spoedig mogelijk bij wet bekrachtigd. Direct na de afkondiging van een uitzonderingstoestand en zolang deze niet bij koninklijk besluit is opgeheven beslissen de Staten-Generaal in verenigde vergadering, telkens wanneer zij dat nodig vinden, over het voortduren daarvan.  
De belangrijkste noodwetten zijn de Oorlogswet voor Nederland en de Coördinatiewet uitzonderingstoestanden. Alsdan heeft het militair gezag belangrijke (bijzondere) bevoegdheden. Een andere noodwet is de Wet buitengewone bevoegdheden burgerlijk gezag.

## In België
Ook België kent noodwetgeving met betrekking tot de staat van oorlog en de staat van beleg. Dit is geregeld in de Besluitwet van 16 oktober 1916. De staat van oorlog begint als het leger wordt gemobiliseerd. Gedurende de staat van oorlog kan de staat van beleg worden afgekondigd.